# Wolframデモンストレーションプロジェクト
Wolframデモンストレーションプロジェクト（英: Wolfram Demonstrations Project）は、計算を使った探求をできるだけ多くの人々に体験してもえるようにすることを目標とした、ウルフラム・リサーチが主催するプロジェクトのウェブサイトである。このサイトでは、デモンストレーションと呼ばれるオープンソースの小さなインタラクティブプログラムが集められ、系統的に掲載されている。このデモンストレーションは、さまざまな分野のアイディアを視覚的かつインタラクティブに表現することを意図して作られている。このサイトの公開当初、デモンストレーションの数は1300件であったが、その後1万件以上にまで増加した。このサイトは2008年にParents' Choice Awardを受賞している。

## テクノロジー
デモンストレーションはバージョン6以降のMathematicaと、Wolfram Mathematicaの無料簡易版であり、ウェブブラウザのプラグインとして使うこともできるWolfram CDF Player（Windows、Linux、Macintosh版がある）で動作する。
デモンストレーションは、通常グラフィックスや可視化されたオブジェクトへの直接的なユーザインターフェースで構成されており、閲覧者がスライダーを動かしたり、ボタンをクリックしたり、グラフィックスの一部を動かしたりする動作に応じてダイナミックに計算が行われる。各デモンストレーションには、提示される概念についての簡単な記述も含まれている。
デモンストレーションはウェブサイトやブログに簡単に埋め込むことができる。各デモンストレーションページの再度バーのShareセクションには、JavaScriptコードのスニペットが含まれている。

## トピック
Wolframデモンストレーションプロジェクトのウェブサイトは、科学、数学、コンピュータサイエンス、アート、生物学、金融などのトピックに分かれている。また、小学校レベルの算数から、量子力学や生物有機体のモデルなどの高度なトピックまで、さまざまなレベルのトピックが取り上げられている。このサイトは、教育関係者や生徒・学生のほか、できるだけ多くの人々に自分のアイディアを紹介したいと考えている研究者も対象としている。

## 掲載方法
デモンストレーションは、Mathematicaを使って誰でも作成し、提出することができる。提出されたデモンストレーションは、ウルフラム・リサーチのスタッフによって編成・編集される．掲載されたデモンストレーションは誰でも自由にダウンロードすることができる。デモンストレーションはオープンソースなので、その概念を提示するだけでなく、その実装方法も示すものでもある。

## 類似製品
ウェブを介して小さいインタラクティブプログラムを配信する方法には、ほかにサン・マイクロシステムのJavaアプレットやアドビシステムズのFlash、オープンソースのProcessingがある。しかし、Wolframデモンストレーションプロジェクトのデモンストレーションは、Mathematicaのアルゴリズム的機能と可視化機能を利用できるため、テクニカルなデモンストレーションにより適したものとなっている。
デモンストレーションプロジェクトは、ユーザが作成したコンテンツのためのウェブサイトという点でWikipediaやFlickrに類似する。しかし、デモンストレーションプロジェクトでは、ユーザにはオーサリングツールが提供され、作成されたコンテンツは専門家がチェックする。そのビジネスモデルは、開発ツールを有料で提供し、リーダーは無料で提供するという点でAcrobatとFlashの戦略に似ている。